# Dendrocerus splendidus
Dendrocerus splendidus är en stekelart som först beskrevs av Alan Parkhurst Dodd 1914.  Dendrocerus splendidus ingår i släktet Dendrocerus och familjen trefåresteklar. Inga underarter finns listade i Catalogue of Life.